# Aucuba albopunctifolia
Aucuba albopunctifolia är en garryaväxtart som beskrevs av Fa Tsuan Wang. Aucuba albopunctifolia ingår i släktet aukubor, och familjen garryaväxter.

## Underarter
Arten delas in i följande underarter:
- A. a. albopunctifolia
- A. a. angustula